# Andrescava
Andrescava – rodzaj kosarzy z podrzędu Laniatores i rodziny Agoristenidae. Gatunkiem typowym jest Andrescava weyrauchi.

## Występowanie
Przedstawiciele rodzaju występują w północno-zachodniej Ameryce Południowej.

## Systematyka
Opisano dotychczas tylko 2 gatunki:
- Andrescava sturmi Roewer, 1963
- Andrescava weyrauchi Roewer, 1957